# Blaengwrach
Blaengwrach est un village et une communauté du borough de comté de Neath Port Talbot, au pays de Galles. Il est situé dans le nord-est du borough de comté, à quelques kilomètres de la ville de Glynneath.

## Démographie
Au recensement de 2011, la communauté de Blaengwrach comptait 1 141 habitants.